# Rêves du vingtième siècle
Rêves du vingtième siècle est une série de 86 peintures numériques réalisées à Paris par Guy Peellaert entre 1995 et 1999. L'ensemble se présente comme une histoire secrète et subjective du vingtième siècle, dépeinte en images à travers les rencontres, réelles ou imaginées, de certaines de ses personnalités les plus emblématiques. La suite de portraits fantasmagoriques qui constituent cette œuvre est un prolongement de la série Rock Dreams, dont elle reprend notamment le procédé d'appropriation ainsi que la technique du photomontage en les confrontant à de nouvelles expérimentations, rendues possibles au milieu des années 1990 par l'évolution rapide de la publication assistée par ordinateur.
L'œuvre a d'abord été présentée en tant que livre en France, aux États-Unis et au Royaume-Uni au mois de novembre 1999, avant d'être exposée dans de nombreux musées à partir de l'année 2001.

## Liste des œuvres
Première partie : Se croit-il en mesure de retenir le progrès ?
- La supplique : Grigori Raspoutine, Alexandra Feodorovna de Russie
- Ciel rouge : Joseph Staline
- Les petits garçons aiment les soldats de plomb : Buffalo Bill, Franz Josef Strauß, Annie Oakley
- Les sept voiles : Winston Churchill, Mata Hari, Guillaume II d'Allemagne
- Hauptbanhof Zurich : Isadora Duncan, Gabriele D'Annunzio, Lénine
- Le nouveau monde : Sarah Bernhardt, Jean Cocteau, Guillaume Apollinaire, Ernest Hemingway
- Ces plaisirs : Colette, Mistinguett, James Joyce
- L'homme à l'orchidée : François Descamps, Georges Carpentier, Marcel Proust
- Les Cheiks : Lawrence d'Arabie, Rudolph Valentino, David Lloyd George, Georges Clemenceau
- Dada : Tristan Tzara
- Monde insolite et profond : Franz Kafka, Milena Jesenská

Deuxième partie : Emmène-nous chez Monsieur Tout-le-monde
- La bonne trajectoire : Albert Einstein, Babe Ruth
- Le magicien : Harry Houdini, Orson Welles
- Corruption : Léon Trotski, Joséphine Baker, Nikita Khrouchtchev, Lavrenti Beria
- La nuit du faune : Sergei Diaghilev, Vaslav Nijinski
- Le refus (hommage à Henry Hathaway) : Al Capone, Vincent "Mad Dog" Coll
- Soirée à Pickfair : Mary Pickford, Paul Robeson, Douglas Fairbanks
- 42e rue : Luis Buñuel, Jack Johnson, Federico García Lorca, Salvador Dalí
- Les princes : John Barrymore, W. C. Fields
- Harlem Nocturne 2 : Fred Astaire, Bill Robinson
- Jungle Fever : Fay Wray, King Kong, Albert Schweitzer, Cecil B. DeMille, Maureen O'Sullivan, Johnny Weissmuller

Troisième partie : Un canapé pour Robinson
- Il treno di Benito : Adolf Hitler, Benito Mussolini
- Looking East : Frank Sinatra
- Snow : Noël Coward, Tallulah Bankhead, Dorothy Parker
- Walk on the Wild Side : Duc de Windsor, Wallis Simpson, Adolf Hitler, Eva Braun
- Les nègres : Louis Armstrong, Duke Ellington, Jean Genet
- Feuilles mortes : Kirk Douglas, Lana Turner, Rita Hayworth, Burt Lancaster, F. Scott Fitzgerald
- Private Garden : Sigmund Freud, Mahatma Gandhi
- Two Character play : Tennessee Williams, Billie Holiday
- Born to Dance : J. Edgar Hoover en Eleanor Powell

Quatrième partie : Tu me dois la Finlande
- Transit : Charles de Gaulle, Claude Rains, Dooley Wilson, Humphrey Bogart, Ingrid Bergman
- Un rêve et un feu : Elvis Presley, William Faulkner
- Yalta : F.D. Roosevelt, Joseph Staline, Winston Churchill
- Justice et gloire : Ezra Pound, Errol Flynn
- La partie de boules : Georges Braque, Pablo Picasso, Henri Matisse
- Mauvais signe : Édith Piaf, Marcel Cerdan
- Seigneur tu m'arraches : Groucho Marx, T. S. Eliot
- Nouvelle Vague : François Truffaut, Jean-Paul Belmondo, Jean-Luc Godard, Jeanne Moreau
- Heureux avec furie : Jean-Paul Sartre, Bud Powell, Albert Camus
- Souper froid : Howard Hughes, Eva Perón
- Clothed or Nude we are not Obscene : Gregory Corso, Allen Ginsberg, Neal Cassady, Jack Kerouac, Orson Welles ("Hank Quinlan")

Cinquième partie : Ah, l'objet sexuel...
- The Fight : Ward Bond, Victor McLaglen, John Wayne, Marlon Brando, Karl Malden, Rod Steiger
- Brèves rencontres : Leonard Bernstein, James Baldwin, James Dean
- Malcolm et Lenny : Lenny Bruce, Malcolm X
- Harra Toro !! : Fulgencio Batista, Fidel Castro, Ernest Hemingway, Che Guevara, Ava Gardner
- Arrière-pays : Winston Churchill, Brigitte Bardot
- Vertiges : Ted Kennedy, Bob Kennedy, John Fitzgerald Kennedy
- Première : Greta Garbo, Mickey Hargitay, Jayne Mansfield
- Deadhead : Clark Gable
- Meudon : Françoise Sagan, Louis-Ferdinand Céline
- After Eight : Stephen Ward, Mandy Rice-Davies, Honor Blackman ("Pussy Galore"), Christine Keeler, "Oddjob", Nikita Khrouchtchev, "The Man in the Mask".

Sixième partie : Je l'appelle l'Amérique
- L'inconnu du Yellow Dog : James Earl Ray, Lee Harvey Oswald, Alfred Hitchcock, Mahalia Jackson
- Freeway : Jacqueline Kennedy-Onassis, Cassius Clay
- Un bel après-midi : Vladimir Nabokov
- Opera de Monaco : Maria Callas, Aristote Onassis, Jacqueline Kennedy-Onassis
- Tijuana : Charles Manson, Jack Nicholson, Roman Polanski, Timothy Leary
- Frissons et aventure : Paul Bowles, Mick Jagger, Marianne Faithfull, Muammar Kaddafi
- Little Rock Story : Elvis Presley, Bill Clinton
- Au bord du Lac Léman : Charlie Chaplin
- Nasser rucken : Clint Eastwood, Arnold Schwarzenegger
- L'ange noir : Richard Nixon, Jane Fonda

Septième partie : Des jours bien étranges
- Lapins et lions : Haïlé Sélassié Ier, les Playmates
- All About Eve : Jean Seberg, Sharon Stone
- Le retour de Lassie : Mao Zedong, Richard Nixon, Lassie
- Dakota House : Miles Davis, John Lennon, Yoko Ono
- Terres promises : Bob Dylan, Golda Meir
- Le visiteur : Idi Amin Dada, Élisabeth II
- Bienvenue en France : Salman Rushdie, Ayatollah Khomeini
- Vision : Grace Kelly, Alfred Hitchcock
- Calvaire : Frederico Fellini, Anita Ekberg, Marcello Mastroianni, Anthony Quinn, Giulietta Masina

Huitième partie : La dernière fois où je me suis tant amusé
- Studio 54 : Grace Jones, Margaret Trudeau, Disco Sally, Liza Minnelli, John Travolta, Truman Capote, Sylvester Stallone, Steve Rubell, Elizabeth Taylor, Amanda Lear, Elton John, Yves Saint Laurent, Roy Cohn, Norman Mailer, Rudolph Valentino, Aleksandr Solzhenitsyn, Régine, Halston, Jerry Hall, Calvin Klein, Salvador Dalí, Bianca Jagger, Sterling Saint-Jacques, Andy Warhol, Karl Lagerfeld
- The Factory : Ondine, Andy Warhol, Brigid Polk, Gerard Malanga, Edie Sedgwick, Mario Montez, Tom Hompertz, Orson Welles, Viva, Joe Spencer, Taylor Mead, Candy Darling, Joe Dallesandro
- Rencontre à Pernambuco : Martin Bormann, Lord Lucan
- Après dîner : Jean-Paul II, Ronald Reagan, Nancy Reagan, Mère Teresa
- Zapatos si, libros no ! : Jorge Luis Borges, Diego Maradona
- Paris s'éveille : Serge Gainsbourg, François Mitterrand
- La commande d'état : Margaret Thatcher, Francis Bacon
- French Riviera : Mobutu Sese Seko, Saddam Hussein, Jean-Claude "Bébé Doc" Duvalier, Oliver North, Manuel Noriega

Neuvième partie : Tout le monde meurt là-dedans
- Les guerriers : Franz Beckenbauer, Günter Grass, Peter Zadek, Leni Riefenstahl, Walter Momper, Helmut Kohl, Richard von Weizsäcker, Wim Wenders, Nelson Mandela, Max Schmeling, Mstislav Rostropovitch
- Secret Places : Prince, Diana Spencer
- Ange Bleu : Madonna, Marlene Dietrich
- Soirs : Rudolf Noureev, Robert Mapplethorpe
- South Side Dream : Michael Jordan
- Armes à feu : William Burroughs, Courtney Love, Kurt Cobain
- Krik Douchi : Michael Jackson, Boris Yeltsin
- Norma Jean Baker : Marilyn Monroe